# Конкорд (річка)
Конкорд (англ. Concord River) - притока річки Меррімак на сході штату Массачусетс у США. Довжина річки - 26,2 км. Це одна з найвідоміших маленьких річок в американській історії, на ній відбувалася битва Війни за незалежність США, а також про цю річку написано у книзі письменника ХІХ століття Генрі Девіда Торо.

## Загальний опис

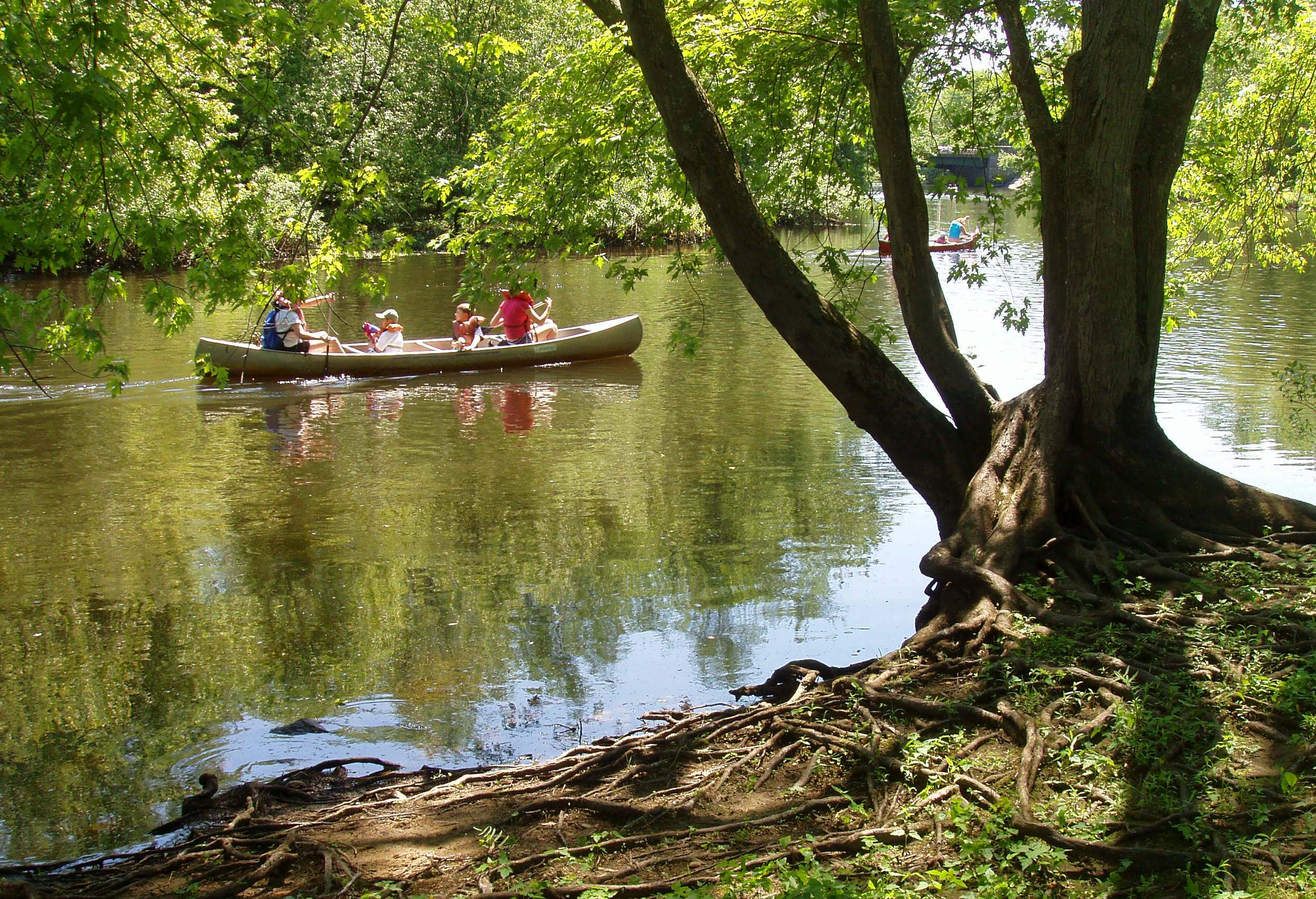
Річка Конкорд, липень 2005 року

Річка бере свій початок у Мідлсексі і формується від злиття рік Садбері та Ессабет. Це спокійний потік із зовсім незначною зміною рельєфу на більшій частині його шляху. Водозбірний басейн річки простягається в окрузі Вустер і включає 36 міст штату Массачусетс.

19 квітня 1775 року Старий Північний Міст на річці в місті Конкорд став місцем битви при Конкорді (в той же день, коли пролунали перші постріли в Лексінгтоні, що започаткували Війну за незалежність). Репродукція дерев'яного Конкордського мосту охороняється Службою національних парків США.

Генрі Девід Торо написав свою першу книгу «Тиждень на річках Конкорд та Меррімак» у 1849 році, живучи в цей час на сусідньому Волденському ставку. Його книга розповідає про семиденну човнову подорож річками зі своїм братом Джоном, який згодом помер. Торо розповідає про його дослідження природної краси річки, при цьому його супроводжують думки на такі вічні теми, як істина, поезія, подорожі і дружба.

Незважаючи на зростання передмість у безпосередній близькості до річки, на сьогоднішній день вона залишається популярним місцем для веслування на каное.

## Побудова греблі
Греблі були побудовані вздовж річки Конкорд з метою збільшення виробництва сільськогосподарських культур, а також забезпечити джерелом енергії для роботи млинів. До XIX століття корінне населення помітило тенденцію масового вимирання риб. Гребля заважала статевозрілим рибам повертатися вгору за течією на нерест. Сіроспинки та інші риби регіону є мігруючими. Коли маршрут вгору за течією перегородила гребля, їхній цикл був порушений. Для вирішення цієї проблеми було побудовано канал Мідлсекс. 

## Наслідки забруднення
У XIX столітті річка Конкорд була поруч із центром Промислової революції США. Текстильна, паперова, шкіряна та гірничодобувна промисловості виникли у цей період. Величезна кількість відходів були скинуті прямо в річку, яка вже й так була важко навантажена неочищеними стічними водами та іншими органічними відходами. Промисловий розвиток у межах вододілу досяг свого піку в 1920-х роках. На початку 1960-х років виробництво було знову на підйомі. До 1960 року річка Меррімак вважалася однією з десяти найзабрудненіших водних шляхів Америки.

Прийняття Закону «Про чисту воду» в 1972 р. ознаменувало початок зусиль з очищення водних шляхів США. Цим актом введено суворий контроль за скиданням у річки відходів. Зрештою, це призвело до встановлення трьох станцій очищення стічних вод на березі річки Конкорд: одну в Конкорді і дві в Білериці. Ці станції допомогли запобігти подальшому пошкодженню екосистеми річки.

На жаль, багато забруднюючих речовин, таких як важкі метали та поліхлоровані біфеніли, очистити не вдавалося. Споживання риби було заборонено відповідно до «Закону про відповідальність» 1980 року. 

Перхлорати були виявлені в річці в серпні 2004 року. Спочатку вважалося, що джерелом цього забруднення були вибухові речовини, що використовуються у дорожньому будівництві  . Тим не менш, у ході розслідування в місті Білерік було доведено, що джерелом стала діяльність місцевої компанії, яка виробляє хірургічні та медичні матеріали. Компанія використовує в місяць 220 галонів хлорної кислоти в процесі відбілювання, а води, що ополіскуються, скидає в каналізацію. Після цього компанія була зачинена.

У травні 2007 вже Білерик був звинувачений у забрудненні річки. Місто зобов'язали заплатити $250,000 штрафу за викид забруднюючих речовин у річку Конкорд. Справа була порушена управлінням з охорони навколишнього середовища США (EPA) та Массачусетським департаментом з охорони навколишнього середовища (MassDEP). За даними EPA, надмірні скидання Білерик фосфору створили надлишок поживних речовин, які стимулювали зростання водоростей. 

## Спроба відновлення
У травні 2000 року Служба охорони рибних ресурсів та диких тварин США та волонтери з організації Sudbury Valley Trustees випустили 7000 дорослих особин сіроспинок у річку Конкорд. Риби перенесли з річки Немаскет, щоб вони могли відкладати ікру вгору за течією. Таким чином нові особини могли вважати річку Конкорд своїм будинком. До серпня 2004 року понад 1000 молодих сіроспинок спостерігалося у ставку, розташованому на річці Садбері. Це свідчить про те, що проект з відновлення чисельності сіроспинок працює.